# رولاک (پنسیلوانیا)
رولاک (به انگلیسی: Revloc) یک منطقهٔ مسکونی در ایالات متحده آمریکا است که در شهرستان کمبریا، پنسیلوانیا واقع شده‌است. رولاک ۰٫۸۹ کیلومتر مربع مساحت و ۵۷۰ نفر جمعیت دارد و ۶۲۹٫۴۲ متر بالاتر از سطح دریا واقع شده‌است.